# The Naked Venus
The Naked Venus is een Amerikaanse dramafilm uit 1959 onder regie van Edgar G. Ulmer.

## Verhaal
Een jonge Amerikaanse schilder verhuist met zijn Franse vrouw en hun kleine dochter naar de Verenigde Staten. De moeder van de schilder heeft gelijk een hekel aan haar nieuwe schoondochter. Wanneer ze erachter komt dat ze een nudiste is en dat ze nog als naaktmodel heeft geposeerd, vindt ze haar ongeschikt als moeder. Ze wil het huwelijk kapotmaken.

## Rolverdeling
| Acteur           | Personage           |
| ---------------- | ------------------- |
| Patricia Conelle | Yvonne Duval Dixon  |
| Don Roberts      | Robert Dixon        |
| Arianne Ulmer    | Lynn Wingate        |
| Wynn Gregory     | Mevrouw Dixon       |
| Douglas McCairn  | John Rutledge       |
| Doris Shriver    | Laura Dixon         |
| Allan Singer     | Charles Becker      |
| Harry Lovejoy    | Dr. Hewitt          |
| Louis Bertrand   | Inspecteur Merchant |
| Sherie Elms      | Sherie              |
| Bill Lough       | Rechter             |